# 嵩溥
嵩溥（穆麟德轉寫：sungpu；？—1846年），字雨亭，号曼卿、漫士，伊尔根觉罗氏，满洲正蓝旗人。清朝政治人物。

## 生平
道光元年九月十六（1821年10月11日），由湖南按察使升任廣西布政使。道光三年九月十三（1823年10月16日），同江西布政使互调。
后历官广西、江西、贵州巡抚，兵部左侍郎，福州将军，绥远城将军。

## 家庭
- 祖父閩浙總督蘇昌。
- 父两江、雲貴總督富綱。
- 胞兄乾隆丙午科舉人、刑部尚書嵩孚（伊爾根覺羅氏）(字蓮舫）。其子昆載，妻索綽絡氏（父内务府正白旗满洲、嘉慶甲戌科進士奎照，祖父乾隆五十八年（1793年）癸丑科进士英和）。
- 子昆聯。妻索綽絡氏（父内务府正白旗满洲、嘉慶辛未科三甲進士奎耀，祖父乾隆五十八年（1793年）癸丑科进士英和）。
- 女一伊爾根覺羅氏，嫁咸丰六年丙辰（1856）科进士、正蓝旗宗室延煦（父道光十二年（1832年）壬辰恩科进士、直隸總督慶祺 (清朝宗室)（慶安），其子光緒丙子科進士宗室會章。